# Papaipema placida
Papaipema placida là một loài bướm đêm trong họ Noctuidae.